# Marie Hedemark
Marie Hedemark, född 24 mars 1873 i Kristiania (nuvarande Oslo), död 8 augusti 1959 i Oslo, var en norsk skådespelare.
Hedemark filmdebuterade 1926 i Vägarnas kung. Under 1930-talet medverkade hon i ytterligare sju filmer, däribland Fantegutten (1932), Lalla vinner! (1932) och Bør Børson jr. (1938), som blev hennes sista filmroll. Hon var under 1930-talet även verksam vid Det Nye Teater i Oslo.

## Filmroll
- 1926 – Vägarnas kung
- 1931 – Det stora barndopet
- 1932 – Prinsessen som ingen kunne målbinde (kortfilm)
- 1932 – Fantegutten
- 1932 – Lalla vinner!
- 1937 – To levende og en død
- 1938 – Ungen
- 1938 – Bør Børson jr.